# Шателю, Франсуа Жан де
Франсуа́ Жан де Шателю́ (фр. François Jean de Chastellux; 1734—1788) — французский маркиз, военный, писатель и философ. Принадлежал к числу представителей «просветительной» литературы XVIII в.

## Биография
В возрасте 15 лет поступил в армию и особенно отличился во время Семилетней войны.
Принимал также участие в войне за независимость Америки.
Трактат «Об общественном счастье» (1772) доставил Шателю большую славу. Мальзерб нашёл, что автор достоин своего предка, канцлера д’Агессо, а Вольтер поставил его книгу выше «Духа законов» Монтескьё. Книга была переведена на немецкий, английский и итальянский языки, и Шателю был избран во французскую академию; приветственную речь ему говорил Бюффон.

## Творчество
- Главное сочинение Шателю — «Об общественном счастье» (De la félicité publique ou Considérations sur le sort des hommes dans les différentes époques de l’histoire; Амстердам, 1772). Шатлю доказывает, что улучшение положения рода человеческого зависит от прогресса просвещения, а не от изменения общественных нравов, полемизируя с противоположным мнением аббата Мабли, выраженным в его «Entretiens de Phocion».
- «Nouveaux éclaircissements sur l’inoculation de la petite vérole» (1764),
- «Réponse à uno des principales objections qu’on oppose maintenant aux partisans de l’inoculation» (1764),
- «Essai sur l’union de la poésie et de la musique» (1765),
- «Voyage dans l’Amérique septentrionale dans les années 1780—81» (1788),
- «Discours sur les avantages et désavantages qui résultent pour l’Europe de la découverte de l’Amérique» (Л., 1787)
- Шателю написал для дополнительных томов «Энциклопедии» статью «Bonheur public», которую цензор не пропустил, так как в ней ни разу не упоминалось слово Бог.